# Michele Busiri Vici
Michele Busiri Vici (Roma, 2 maggio 1894 – Roma, 4 febbraio 1981) è stato un architetto e urbanista italiano, appartenente alla famiglia di architetti Busiri Vici, attivi sin dal XVII secolo.

## Biografia
Nato a Roma il 2 maggio 1894, figlio di Carlo Maria, ingegnere e architetto, e di Francesca Gigliesi. Due suoi fratelli, Clemente e Andrea, furono anch'essi architetti. Nel 1921 si laurea presso la Scuola Superiore d'Ingegneria a Roma.
Tra i suoi primi lavori c'è la progettazione, insieme al padre Carlo, del nuovo Museo nazionale archeologico ed etnografico G. A. Sanna a Sassari: il progetto eseguito, tra aprile 1925 e dicembre 1929, fu commissionato da Zelí Castoldi Sanna figlia dell'imprenditore e mecenate sassarese Giovanni Antonio Sanna. 
Sposò Lodovica Schanzer, figlia del senatore e ministro giolittiano Carlo Schanzer e di Corinna Centurini. La cognata Fulvia Schanzer, moglie di Giulio Ripa di Meana e madre di sette figli (tra cui Carlo Ripa di Meana e Ludovica Ripa di Meana, seconda moglie di Vittorio Sermonti), fu una partigiana. 
Comincia la sua professione collaborando nello studio del fratello maggiore Clemente. Insieme realizzano negli anni 1926-1928 i castelli già "Gualino" di Sestri Levante e la villa-museo Gualino di Torino. 
Nel 1930, senza la collaborazione del fratello, realizza la villa Attolico, nei pressi di Porta Latina a Roma. Per l'Esposizione Universale del 1942 partecipa con il collega Luigi Piccinato alla sistemazione dei parchi e giardini dell'Eur. È di quel periodo anche il restauro del Castello di Torrimpietra nei pressi di Roma. Nel 1938 gli viene affidato il progetto e la realizzazione dell'impianto del verde nel sito archeologico di Ostia antica, sotto la supervisione di Piccinato.
Nel 1938-1939 realizza a Bolzano, nel contesto del piano regolatore di Marcello Piacentini, il palazzo dell'Istituto Nazionale Assicurazioni presso il Monumento alla Vittoria.
Nel 1939 viene incaricato dal governo della progettazione del Padiglione Italiano all'Esposizione Universale di New York, per il quale riceverà la cittadinanza onoraria della città.
Nel 1955 viene chiamato a comporre il piano regolatore del litorale di Sabaudia. Nella stessa zona tra Sabaudia e San Felice Circeo realizzerà, nel corso degli anni, numerose ville elaborando un suo stile personale (nell'ambito di quella che è stata definita "architettura mediterranea"), caratterizzato da volumi chiari, forme organiche, murature in calce bianca e infissi del colore ormai noto come verde Busiri. Negli anni successivi lavora anche alla sistemazione degli scavi di Ostia antica e realizza alcune ville sull'Appia Antica, Anzio e Torrimpietra.
Nella sua lunga attività si occupa dei più vari aspetti dell'architettura. Per il settore navale realizza l'arredamento della turbonave Raffaello della Compagnia Italia - Società di Navigazione.
Mentre nel campo dell'edilizia residenziale di città dà un contributo al rinnovamento residenziale di Atene e di Roma, dove rimangono caratteristici gli edifici dagli infissi verde Busiri nella zona di Vigna Stelluti, Ponte Milvio e Parioli.

## La Costa Smeralda

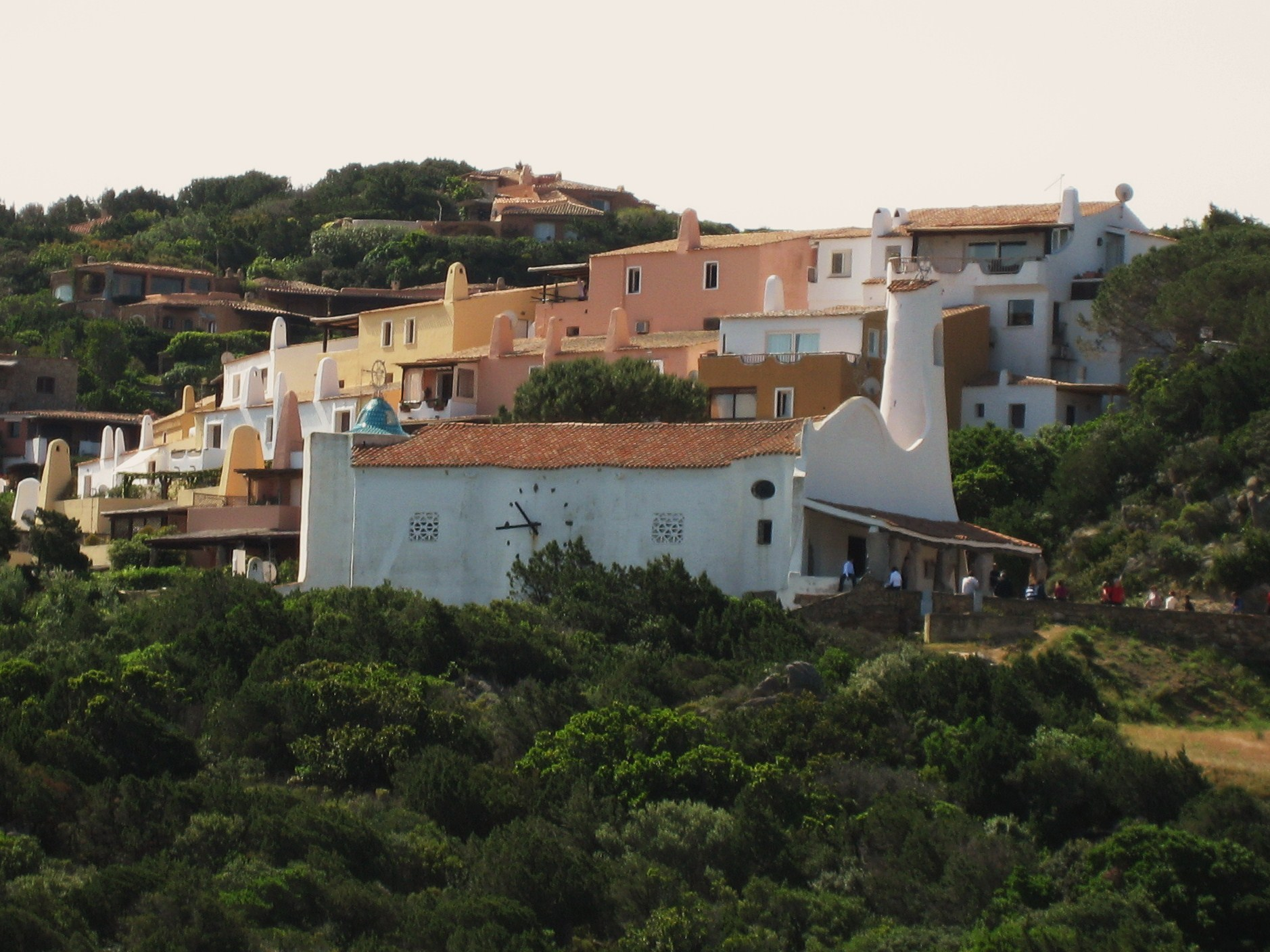
La chiesa Stella Maris e sullo sfondo le case di Sa Conca

A Porto Cervo, agli inizi degli anni sessanta, viene incaricato dal principe Karim Aga Khan IV, insieme ad altri noti architetti dell'epoca (Luigi Vietti e Jacques Couelle) della realizzazione della "Costa Smeralda", per la quale progetta la chiesa Stella Maris di Porto Cervo, gli alberghi Luci di La Muntagna e Romazzino, il quartiere Sa Conca, oltre a numerose ville.
Sviluppando un suo stile ispirato all'architettura mediterranea, già sperimentato sul litorale pontino, con l'adozione di forme ancor più morbide, quasi sempre rivestite a calce, e con elementi di decoro ripetuti (quali i comignoli, gli archi a sesto acuto, le feritoie triangolari, il coppo e la ceramica mediterranei), contribuisce alla creazione del paesaggio contemporaneo della Costa Smeralda.
Nel 1977 si ritira dall'esercizio della professione.